# Raphaël Jonckheere
Raphael Jonckeere (Staden, 24 aprile 1927 – Torhout, 11 giugno 1999) è stato un ciclista su strada belga.
Professionista dal 1944 al 1954, e salì una volta sul podio alla Gand-Wevelgem, nel 1951.

## Palmarès
1952
- Gran Premio Victor Standaert

1955
- Grand Prix Raf Jonckheere